# Mark Fulton
Mark Fulton (Johnstone, 16 september 1959) is een Schots voormalig voetballer. Hij speelde van 1979 en 1985 bijna 160 wedstrijden voor St. Mirren. Fulton speelde ook voor Hibernian (1985-87) en Hamilton Academical (1987-88). 

## Erelijst met Hamilton Academical FC
- Scottish First Division (1×) 1987-88